# Liste von Talsperren in China
Die Liste von Talsperren in China ist nach Flüssen geordnet, um Kaskaden zu erkennen. Talsperren, Kaskaden und die Anzahl der Talsperren pro Kaskade sind nicht vollständig. Die Flussnamen sind nicht immer eindeutig.

## Amur
Der Amur oder Heilong Jiang (russ. Аму́р, chin. 黑龙江, Hanyu Pinyin hēilóngjiāng, dt. wörtlich „Schwarzer Drache-Fluss“) ist ein Fluss in China und Russland, der in den nördlichen Pazifik mündet.

### Songhua
Der Songhua (chin. 松花江, Hanyu Pinyin Sōnghuā Jiāng, dt. „Songhua“, „Songhua Jiang“, „Songhua-Fluss“ oder wörtlich „Kiefernblütenfluss“) ist ein rechter Nebenfluss des Amur (Mündung
47° 42′ 34″ N, 132° 30′ 44″ O).
| Talsperre         | Fertigstellung (Jahr) | Kraftwerksleistung (in MW) | Geo-Koordinaten                   | Nächstgelegene Großgemeinde (镇) / Gemeinde (乡) / Straßenviertel (街道) | Kreis (县) / kreisfreie Stadt (市) / Stadtbezirk (区) | Bezirk / bezirksfreie Stadt (市) | Regierungsunmittelbare Stadt (直辖市) / Provinz (省) / Autonome Region (自治区) |
| ----------------- | --------------------- | -------------------------- | --------------------------------- | ------------------------------------------------------------------------ | ----------------------------------------------------- | -------------------------------- | ------------------------------------------------------------------------------- |
| Baishan-Talsperre | 1984/86               | 1800                       | 42° 43′ 32,4″ N, 127° 13′ 31,5″ O | Baishan (镇)                                                             | Jingyu / Huadian                                      | Baishan / Jilin                  | Jilin (省)                                                                      |
| Hongshi-Talsperre | 1987                  | 200                        | 42° 56′ 57,8″ N, 127° 7′ 56,1″ O  |                                                                          | Huadian                                               | Jilin (市)                       | Jilin (省)                                                                      |
| Fengman-Talsperre | 1953                  | 552,5                      | 43° 43′ 10″ N, 126° 41′ 10″ O     | Fengman (街道)                                                           | Fengman (区)                                          | Jilin (市)                       | Jilin (省)                                                                      |

#### Mudan
Der Mudan (chin. 牡丹江, Hanyu Pinyin Mǔdān Jiāng, dt. „Mudan“, „Mudan Jiang“, wörtlich „Baumpfingstrosen-Fluss“ oder „Strauchpfingstrosen-Fluss“) ist ein rechter Nebenfluss des Songhua (Mündung 46° 19′ 26″ N, 129° 32′ 10,9″ O).
| Talsperre         | Fertigstellung (Jahr) | Kraftwerksleistung (in MW) | Geo-Koordinaten                 | Nächstgelegene Großgemeinde (镇) / Gemeinde (乡) / Straßenviertel (街道) | Kreis (县) / kreisfreie Stadt (市) / Stadtbezirk (区) | Bezirk / bezirksfreie Stadt (市) | Regierungsunmittelbare Stadt (直辖市) / Provinz (省) / Autonome Region (自治区) |
| ----------------- | --------------------- | -------------------------- | ------------------------------- | ------------------------------------------------------------------------ | ----------------------------------------------------- | -------------------------------- | ------------------------------------------------------------------------------- |
| Lianhua-Talsperre | 1992                  | 550                        | 45° 25′ 39″ N, 129° 47′ 48,2″ O |                                                                          |                                                       | Hailin                           | Heilongjiang (省)                                                               |

## Yalu
Der Yalu (koreanisch 압록강 / 鴨綠江, chin. 鴨綠江 / 鸭绿江, Hanyu Pinyin yālǜjiāng oder yālùjiāng) ist der Grenzfluss zwischen der Volksrepublik China und Nordkorea und mündet in das Gelbe Meer (Mündung 39° 51′ 0″ N, 124° 19′ 0″ O).
| Talsperre                            | Fertigstellung (Jahr) | Kraftwerksleistung (in MW) | Geo-Koordinaten                   | Nächstgelegene Großgemeinde (镇) / Gemeinde (乡) / Straßenviertel (街道) | Kreis (县) / kreisfreie Stadt (市) / Stadtbezirk (区) | Bezirk / bezirksfreie Stadt (市) | Regierungsunmittelbare Stadt (直辖市) / Provinz (省) / Autonome Region (自治区) |
| ------------------------------------ | --------------------- | -------------------------- | --------------------------------- | ------------------------------------------------------------------------ | ----------------------------------------------------- | -------------------------------- | ------------------------------------------------------------------------------- |
| Unbong-Talsperre (Yunfeng-Talsperre) | 1967                  | 400                        | 41° 22′ 51″ N, 126° 30′ 52″ O     |                                                                          |                                                       |                                  | Jilin                                                                           |
| Rimto-Talsperre                      | 2020                  | N.N.                       | 41° 19′ 49,5″ N, 126° 24′ 31,2″ O |                                                                          |                                                       |                                  | Jilin                                                                           |
| Munak-Talsperre                      | 2020                  | N.N.                       | 41° 14′ 52,5″ N, 126° 21′ 20″ O   |                                                                          |                                                       |                                  | Jilin                                                                           |
| Wiwon-/Weiyuan-Talsperre             | 1987                  | 390                        | 40° 54′ 7,7″ N, 125° 58′ 24,1″ O  |                                                                          |                                                       |                                  | Jilin                                                                           |
| Supung-Talsperre                     | 1941                  | 800                        | 40° 27′ 40″ N, 124° 57′ 43″ O     |                                                                          |                                                       |                                  | Liaoning                                                                        |
| Taipingwan-Talsperre                 | 1987                  | 190                        | 40° 21′ 9″ N, 124° 44′ 5″ O       |                                                                          |                                                       |                                  | Liaoning                                                                        |

## Ili

### Kax
| Talsperre          | Fertigstellung (Jahr) | Kraftwerksleistung (in MW) | Geo-Koordinaten             | Nächstgelegene Großgemeinde (镇) / Gemeinde (乡) / Straßenviertel (街道) | Kreis (县) / kreisfreie Stadt (市) / Stadtbezirk (区) | Bezirk / bezirksfreie Stadt (市) | Regierungsunmittelbare Stadt (直辖市) / Provinz (省) / Autonome Region (自治区) |
| ------------------ | --------------------- | -------------------------- | --------------------------- | ------------------------------------------------------------------------ | ----------------------------------------------------- | -------------------------------- | ------------------------------------------------------------------------------- |
| Jilintai-Talsperre | 2005                  | 460                        | 43° 51′ 14″ N, 82° 48′ 9″ O |                                                                          | Nilka                                                 | Nilka                            | Xinjiang                                                                        |

## Tarim
Der Tarim (uigurisch تارىم دەرياسى, Tarim Däryasi, chinesisch 塔里木河, Hanyu Pinyin Tǎlǐmù Hé) ist ein ca. 2190 km langer Fluss in der Uigurischen Autonomen Region Xinjiang im Westen der Volksrepublik China.

### Hotan
Der Hotan (uig. خوتەن دەرياسى, Hoten Däryasi, chin. 和田河, Hanyu Pinyin hétiánhé) ist ein rechter Nebenfluss des Tarim.

#### Karakax
Der Karakax (uig. قاراقاش دەرياسى, Qaraqasch Däryasi, chin. 喀拉喀什河, Hanyu Pinyin kālākāshénhé, chin. 墨玉河, Hanyu Pinyin mòyùhé, wörtlich „Tintenjade-Fluss“, chin. 黑玉河, Hanyu Pinyin hēiyùhé, wörtlich „Schwarze-Jade-Fluss“, dt. „Karakax“, „Karakasch“) ist der linke Quellfluss des Hotan und gehört zum Einzugsgebiet des Tarim.
| Talsperre          | Fertigstellung (Jahr) | Kraftwerksleistung (in MW) | Geo-Koordinaten             | Nächstgelegene Großgemeinde (镇) / Gemeinde (乡) / Straßenviertel (街道) | Kreis (县) / kreisfreie Stadt (市) / Stadtbezirk (区) | Bezirk / bezirksfreie Stadt (市) | Regierungsunmittelbare Stadt (直辖市) / Provinz (省) / Autonome Region (自治区) |
| ------------------ | --------------------- | -------------------------- | --------------------------- | ------------------------------------------------------------------------ | ----------------------------------------------------- | -------------------------------- | ------------------------------------------------------------------------------- |
| Wuluwati-Talsperre | 2001                  | 60                         | 37° 36′ 0″ N, 80° 13′ 18″ O |                                                                          | Karakax                                               | Hotan                            | Xinjiang                                                                        |

## Gelber Fluss
Der Gelbe Fluss (chin. 黄河, Hanyu Pinyin huánghé, dt. „Huang He“, „Gelber Fluss“) mündet in das Gelbe Meer (37° 44′ 40,8″ N, 119° 8′ 23,5″ O).
| Talsperre                        | Fertigstellung (Jahr) | Kraftwerksleistung (in MW) | Geo-Koordinaten                  | Nächstgelegene Großgemeinde (镇) / Gemeinde (乡) / Straßenviertel (街道) | Kreis (县) / kreisfreie Stadt (市) / Stadtbezirk (区) | Bezirk / bezirksfreie Stadt (市) | Regierungsunmittelbare Stadt (直辖市) / Provinz (省) / Autonome Region (自治区) |
| -------------------------------- | --------------------- | -------------------------- | -------------------------------- | ------------------------------------------------------------------------ | ----------------------------------------------------- | -------------------------------- | ------------------------------------------------------------------------------- |
| Longyangxia-Talsperre            | 1989                  | 1280                       | 36° 7′ 22″ N, 100° 55′ 6,1″ O    |                                                                          |                                                       |                                  | Qinghai                                                                         |
| Laxiwa-Talsperre                 | 2010                  | 4200                       | 36° 4′ 23,8″ N, 101° 11′ 32,7″ O |                                                                          |                                                       |                                  | Qinghai                                                                         |
| Lijiaxia-Talsperre               | 2000                  | 2000                       | 36° 7′ 7″ N, 101° 48′ 27,8″ O    |                                                                          |                                                       |                                  | Qinghai                                                                         |
| Gongbaixia-Talsperre (Gongboxia) | 2006                  | 1500                       | 35° 52′ 39″ N, 102° 13′ 48″ O    |                                                                          |                                                       |                                  | Qinghai                                                                         |
| Liujiaxia-Talsperre              | 1974                  | 1225                       | 35° 56′ 2″ N, 103° 20′ 34″ O     |                                                                          |                                                       |                                  | Gansu                                                                           |
| Yanguoxia-Talsperre              |                       | 352                        | 36° 3′ 32,8″ N, 103° 16′ 22,1″ O |                                                                          |                                                       |                                  | Gansu                                                                           |
| Bapanxia-Talsperre               |                       |                            | 36° 8′ 15,9″ N, 103° 24′ 31,2″ O |                                                                          |                                                       |                                  | Gansu                                                                           |
| Daxia-Talsperre                  | 1998                  | 324                        | 36° 18′ 20,6″ N, 104° 9′ 37,7″ O |                                                                          |                                                       |                                  | Gansu                                                                           |
| Qingtongxia-Talsperre            |                       | 272                        | 37° 53′ 4,4″ N, 105° 59′ 27,4″ O |                                                                          |                                                       |                                  | Ningxia                                                                         |
| Wanjiazhai-Talsperre             |                       | 1080                       | 39° 34′ 44,3″ N, 111° 25′ 43″ O  |                                                                          |                                                       |                                  | Innere Mongolei / Shanxi                                                        |
| Sanmenxia-Talsperre              | 1960                  | 250                        | 34° 49′ 42″ N, 111° 20′ 45″ O    |                                                                          |                                                       |                                  | Shanxi / Henan                                                                  |
| Xiaolangdi-Talsperre             | 2005                  | 1800                       | 34° 55′ 26″ N, 112° 21′ 55″ O    |                                                                          |                                                       |                                  | Henan                                                                           |

## Huai He
Der Huai He fließt in den Hongze-See (Mündung 33° 8′ 0″ N, 118° 30′ 0″ O). Der Huai He wurde vom Fushan-Damm, der im Jahr 516 brach, zu einem großen See aufgestaut.
- Anfengtang (Quebei-Bewässerungsprojekt)

### Ru He
Der Ru He ist ein linker Nebenfluss des Huai He (Mündung 32° 43′ 0″ N, 115° 1′ 0″ O).
| Talsperre        | Fertigstellung (Jahr) | Kraftwerksleistung (in MW) | Geo-Koordinaten                   | Nächstgelegene Großgemeinde (镇) / Gemeinde (乡) / Straßenviertel (街道) | Kreis (县) / kreisfreie Stadt (市) / Stadtbezirk (区) | Bezirk / bezirksfreie Stadt (市) | Regierungsunmittelbare Stadt (直辖市) / Provinz (省) / Autonome Region (自治区) |
| ---------------- | --------------------- | -------------------------- | --------------------------------- | ------------------------------------------------------------------------ | ----------------------------------------------------- | -------------------------------- | ------------------------------------------------------------------------------- |
| Banqiao-Staudamm | 1950er                |                            | 32° 58′ 56,8″ N, 113° 37′ 29,1″ O |                                                                          |                                                       |                                  | Henan                                                                           |

## Changjiang / Jangtsekiang (Jangtse)
Der Jangtsekiang (amtlich chin. 长江, Hanyu Pinyin chángjiāng, dt. „Jangtsekiang“, Abkürzung „Jangtse“, wörtlich „Langer Fluss“) ist der längste Fluss Chinas und der drittlängste Fluss der Welt und mündet nördlich von Shanghai im Ostchinesischen Meer (31° 15′ 0″ N, 122° 2′ 0″ O). Im Oberlauf trägt er von der Stadt Yushu (chin. 玉树市, Hanyu Pinyin yùshùshì), Qinghai, bis zur Stadt Yibin (chin. 宜宾市, Hanyu Pinyin yíbīnshì), Sichuan, die Bezeichnung „Jinsha Jiang“ oder „Jinsha-Fluss“ (chin. 金沙江, Hanyu Pinyin jīnshājiāng, dt. wörtlich „Goldsand-Fluss“).
| Talsperre                                         | Fertigstellung (Jahr)                             | Kraftwerksleistung (in MW)                        | Geo-Koordinaten                   | Flussabschnitt              | Nächstgelegene Großgemeinde (镇) / Gemeinde (乡) / Straßenviertel (街道) | Kreis (县) / kreisfreie Stadt (市) / Stadtbezirk (区)   | Bezirk / bezirksfreie Stadt (市)       | Regierungsunmittelbare Stadt (直辖市) / Provinz (省) / Autonome Region (自治区) |
| ------------------------------------------------- | ------------------------------------------------- | ------------------------------------------------- | --------------------------------- | --------------------------- | ------------------------------------------------------------------------ | ------------------------------------------------------- | -------------------------------------- | ------------------------------------------------------------------------------- |
| Liyuan-Talsperre                                  | 2012 (geplant)                                    | 2400                                              | 27° 40′ 34,2″ N, 100° 17′ 31″ O   | Jinsha Jiang                |                                                                          | Yulong / Shangri-La (Dêqên)                             | Lijiang                                | Yunnan                                                                          |
| Ahai-Talsperre                                    | 1909                                              | 2000                                              | 27° 21′ 2″ N, 100° 30′ 23″ O      | Jinsha Jiang                |                                                                          | Yulong                                                  | Lijiang                                | Yunnan                                                                          |
| Jin'anqiao-Talsperre                              | 2011                                              | 2400                                              | 26° 48′ 32″ N, 100° 26′ 45″ O     | Jinsha Jiang                |                                                                          | Gucheng                                                 | Lijiang                                | Yunnan                                                                          |
| Longkaikou-Talsperre                              | 2013 (geplant)                                    | 1800                                              | 26° 31′ 50″ N, 100° 24′ 54″ O     | Jinsha Jiang                |                                                                          | Heqing / Yongsheng                                      | Dali (autonomer Bezirk) / Lijiang      | Yunnan                                                                          |
| Ludila-Talsperre                                  | 2015 (geplant)                                    | 2160                                              | 26° 12′ 6″ N, 100° 48′ 58″ O      | Jinsha Jiang                |                                                                          | Yongsheng / Binchuan                                    | Lijiang / Dali (autonomer Bezirk)      | Yunnan                                                                          |
| Guanyinyan-Talsperre                              | 2016                                              | 3000                                              | 26° 31′ 11″ N, 101° 26′ 18″ O     | Jinsha Jiang                |                                                                          | Huaping                                                 | Lijiang / Panzhihua                    | Yunnan / Sichuan                                                                |
| Wudongde-Talsperre                                | 2015                                              | 8700                                              | 26° 20′ 2″ N, 102° 37′ 48″ O      | Jinsha Jiang                |                                                                          | Huidong (Liangshan, Sichuan) / Luquan (Kunming, Yunnan) | Liangshan (Sichuan) / Kunming (Yunnan) | Sichuan / Yunnan                                                                |
| Baihetan-Talsperre                                | 2015                                              | 13050                                             | 28° 15′ 36″ N, 103° 38′ 55″ O     | Jinsha Jiang                |                                                                          | Ningnan                                                 | Liangshan (Sichuan)                    | Sichuan / Yunnan                                                                |
| Xiluodu-Talsperre                                 | 2015                                              | 12600                                             | 28° 13′ 2,4″ N, 103° 33′ 46,5″ O  | Jinsha Jiang                |                                                                          | Yongshan                                                | Zhaotong                               | Sichuan / Yunnan                                                                |
| Xiangjiaba-Talsperre                              | 2015                                              | 6000                                              | 28° 38′ 27,9″ N, 104° 27′ 37,4″ O | Jinsha Jiang                |                                                                          | Shuifu                                                  | Zhaotong                               | Sichuan / Yunnan                                                                |
| Namenswechsel in von Jinsha Jiang in Jangtsekiang | Namenswechsel in von Jinsha Jiang in Jangtsekiang | Namenswechsel in von Jinsha Jiang in Jangtsekiang | 28° 46′ 13″ N, 104° 37′ 57″ O     | Jinsha Jiang / Jangtsekiang |                                                                          |                                                         | Yibin                                  | Sichuan                                                                         |
| Drei-Schluchten-Talsperre                         | 2012                                              | 22500                                             | 30° 49′ 42″ N, 111° 0′ 35″ O      | Jangtsekiang                |                                                                          | Zigui                                                   | Yichang                                | Hubei                                                                           |
| Gezhouba-Talsperre                                | 1988                                              | 2715                                              | 30° 44′ 23″ N, 111° 16′ 20″ O     | Jangtsekiang                |                                                                          | Xiling                                                  | Yichang                                | Hubei                                                                           |

### Yalong
Der Yalong (chin. 雅砻江, Hanyu Pinyin yǎlóngjiāng, dt. „Yalong Jiang“, „Yalong-Fluss“) ist ein linker Nebenfluss des Flussabschnitts Jinsha Jiang des Jangtsekiang (Mündung
26° 36′ 20,2″ N, 101° 48′ 7,7″ O).
| Talsperre            | Fertigstellung (Jahr) | Kraftwerksleistung (in MW) | Geo-Koordinaten                   | Nächstgelegene Großgemeinde (镇) / Gemeinde (乡) / Straßenviertel (街道) | Kreis (县) / kreisfreie Stadt (市) / Stadtbezirk (区) | Bezirk / bezirksfreie Stadt (市)   | Regierungsunmittelbare Stadt (直辖市) / Provinz (省) / Autonome Region (自治区) |
| -------------------- | --------------------- | -------------------------- | --------------------------------- | ------------------------------------------------------------------------ | ----------------------------------------------------- | ---------------------------------- | ------------------------------------------------------------------------------- |
| Jinping I            | 2014                  | 3600                       | 28° 13′ 34,2″ N, 101° 38′ 33,3″ O |                                                                          | Yanyuan / Muli                                        | Autonomer Bezirk Liangshan der Yi  | Sichuan                                                                         |
| Jinping II           | 2014 (geplant)        | 4400–4800                  | 28° 14′ 54″ N, 101° 38′ 40″ O     |                                                                          | Yanyuan / Muli / Mianning                             | Autonomer Bezirk Liangshan der Yi  | Sichuan                                                                         |
| Ertan-Talsperre      | 1999                  | 3300                       | 26° 49′ 16,8″ N, 101° 46′ 51,9″ O |                                                                          | Miyi / Yanbian                                        | Panzhihua                          | Sichuan                                                                         |
| Lianghekou-Talsperre | 2015                  | 3000                       | 30° 11′ 49″ N, 101° 0′ 39″ O      |                                                                          | Yajiang                                               | Autonomer Bezirk Garzê der Tibeter | Sichuan                                                                         |

### Pudu
Der Pudu (chin. 普渡河, Hanyu Pinyin pǔdùhé, dt. „Pudu“, „Pudu He“, „Pudu-Fluss“) ist ein rechter Nebenfluss und einer der Hauptzuflüsse des Jangtsekiang. Er fließt vom Dian-See (chin. 滇池, Hanyu Pinyin diānchí) in Kunming bis zu seiner Mündung in den Jangtsekiang. Der Flussabschnitt von der Mündung am Dian-See bis zum Wasserkraftwerk Shilongba heißt „Haikouhe“ (chin. 海口河, Hanyu Pinyin hǎikǒuhé), unterhalb des Wasserkraftwerks Shilongba heißt der Flussabschnitt „Tanglangchuan“ oder „Tanglang-Bach“ (chin. 螳螂川, Hanyu Pinyin tánglángchuān, dt. wörtlich „Gottesanbeterinnen-Bach“).
| Talsperre                 | Fertigstellung (Jahr) | Kraftwerksleistung (in MW) | Geo-Koordinaten                   | Flussabschnitt | Nächstgelegene/-s Großgemeinde (镇) / Gemeinde (乡) / Straßenviertel (街道) / Dorf (村) | Kreis (县) / kreisfreie Stadt (市) / Stadtbezirk (区) | Bezirk / bezirksfreie Stadt (市) | Regierungsunmittelbare Stadt (直辖市) / Provinz (省) / Autonome Region (自治区) |
| ------------------------- | --------------------- | -------------------------- | --------------------------------- | -------------- | --------------------------------------------------------------------------------------- | ----------------------------------------------------- | -------------------------------- | ------------------------------------------------------------------------------- |
| Wasserkraftwerk Shilongba | 1912                  | 7,04                       | 24° 51′ 24,8″ N, 102° 31′ 31,6″ O | Tanglang-Bach  | Qingyu                                                                                  | Stadtteil Xishan                                      | Kunming                          | Yunnan                                                                          |

### Min
Der Min (chin. 岷江, Hanyu Pinyin mínjiāng, dt. „Min“, „Min Jiang“, „Min-Fluss“) ist ein linker und zugleich der wasserreichste Nebenfluss des Flussabschnittes Jinsha Jiang des Jangtsekiang (Mündung 28° 46′ 14″ N, 104° 37′ 56″ O).
| Talsperre          | Fertigstellung (Jahr) | Kraftwerksleistung (in MW) | Geo-Koordinaten              | Nächstgelegene/-s Großgemeinde (镇) / Gemeinde (乡) / Straßenviertel (街道) / Dorf (村) | Kreis (县) / kreisfreie Stadt (市) / Stadtbezirk (区) | Bezirk / bezirksfreie Stadt (市) | Regierungsunmittelbare Stadt (直辖市) / Provinz (省) / Autonome Region (自治区) |
| ------------------ | --------------------- | -------------------------- | ---------------------------- | --------------------------------------------------------------------------------------- | ----------------------------------------------------- | -------------------------------- | ------------------------------------------------------------------------------- |
| Zipingpu-Talsperre | 2006                  | 760                        | 31° 2′ 10″ N, 103° 34′ 30″ O | Maxi                                                                                    | Dujiangyan                                            | Chengdu                          | Sichuan                                                                         |

#### Dadu
Der Dadu (chin. 大渡河, Hanyu Pinyin dàdù hé, dt. „Dadu“, „Dadu He“, „Dadu-Fluss“) ist ein rechter Nebenfluss des Min, in den er beim Großen Buddha von Leshan in der Nähe der Stadt Leshan in der Provinz Sichuan mündet (29° 32′ 57,5″ N, 103° 46′ 1,5″ O).
| Talsperre                  | Fertigstellung (Jahr) | Kraftwerksleistung (in MW) | Geo-Koordinaten               | Nächstgelegene/-s Großgemeinde (镇) / Gemeinde (乡) / Straßenviertel (街道) / Dorf (村) | Kreis (县) / kreisfreie Stadt (市) / Stadtbezirk (区) | (Autonomer) Bezirk ((自治)州) / bezirksfreie Stadt (市) | Regierungsunmittelbare Stadt (直辖市) / Provinz (省) / Autonome Region (自治区) |
| -------------------------- | --------------------- | -------------------------- | ----------------------------- | --------------------------------------------------------------------------------------- | ----------------------------------------------------- | ------------------------------------------------------- | ------------------------------------------------------------------------------- |
| Shuangjiangkou-Talsperre   | 2018 (geplant)        | 2000                       | 31° 47′ 33″ N, 101° 55′ 20″ O |                                                                                         | Barkam / Jinchuan                                     | Ngawa                                                   | Sichuan                                                                         |
| Houziyan-Talsperre         | 2015 (geplant)        | 1700                       | 30° 33′ 25″ N, 102° 3′ 22″ O  |                                                                                         | Rongzhag (Danba)                                      | Garzê                                                   | Sichuan                                                                         |
| Wasserkraftwerk Dagangshan | 2016 (geplant)        | 2600                       | 29° 26′ 55″ N, 102° 13′ 7″ O  |                                                                                         | Shimian                                               | Ya’an                                                   | Sichuan                                                                         |
| Pubugou-Talsperre          | 2010                  | 3300                       | 29° 12′ 34″ N, 102° 50′ 16″ O |                                                                                         | Hanyuan                                               | Ya’an                                                   | Sichuan                                                                         |

### Wu
Der Wu (chin. 烏江 / 乌江, Hanyu Pinyin wūjiāng, dt. „Wu“, „Wu Jiang“, „Wu-Fluss“) ist ein rechter Nebenfluss des Jangtsekiang, in den er in dem Stadtbezirk Fuling der regierungsunmittelbaren Stadt Chongqing mündet (Mündung
29° 43′ 0″ N, 107° 24′ 0″ O).
| Talsperre           | Fertigstellung (Jahr) | Kraftwerksleistung (in MW) | Geo-Koordinaten                   | Nächstgelegene/-s Großgemeinde (镇) / Gemeinde (乡) / Straßenviertel (街道) / Dorf (村) | Kreis (县) / kreisfreie Stadt (市) / Stadtbezirk (区) | (Autonomer) Bezirk ((自治)州) / bezirksfreie Stadt (市) | Regierungsunmittelbare Stadt (直辖市) / Provinz (省) / Autonome Region (自治区) |
| ------------------- | --------------------- | -------------------------- | --------------------------------- | --------------------------------------------------------------------------------------- | ----------------------------------------------------- | ------------------------------------------------------- | ------------------------------------------------------------------------------- |
| Dongfeng-Talsperre  | 1995                  | 510                        | 26° 51′ 20,5″ N, 106° 9′ 18,9″ O  |                                                                                         | Qingzhen                                              | Guiyang                                                 | Guizhou                                                                         |
| Wujiangdu-Talsperre | 1983                  | 1130                       | 27° 19′ 10″ N, 106° 45′ 35″ O     |                                                                                         |                                                       | Guiyang                                                 | Guizhou                                                                         |
| Shatuo-Talsperre    | 2009                  | 1120                       | 28° 30′ 06,0″ N, 108° 28′ 57,0″ O |                                                                                         | Yanhe                                                 | Tongren                                                 | Guizhou                                                                         |
| Goupitan-Talsperre  | 2010                  | 3000                       | 27° 22′ 31″ N, 107° 37′ 59,3″ O   |                                                                                         |                                                       | Zunyi                                                   | Guizhou                                                                         |
| Pengshui-Talsperre  | 2008                  | 1750                       | 29° 12′ 2″ N, 108° 11′ 50″ O      |                                                                                         | Wulong                                                | Chongqing                                               | Chongqing                                                                       |

#### Liuchong
Der Liuchong ist der nördliche der beiden Quellflüsse des Wu.
| Talsperre           | Fertigstellung (Jahr) | Kraftwerksleistung (in MW) | Geo-Koordinaten              | Nächstgelegene/-s Großgemeinde (镇) / Gemeinde (乡) / Straßenviertel (街道) / Dorf (村) | Kreis (县) / kreisfreie Stadt (市) / Stadtbezirk (区) | (Autonomer) Bezirk ((自治)州) / bezirksfreie Stadt (市) | Regierungsunmittelbare Stadt (直辖市) / Provinz (省) / Autonome Region (自治区) |
| ------------------- | --------------------- | -------------------------- | ---------------------------- | --------------------------------------------------------------------------------------- | ----------------------------------------------------- | ------------------------------------------------------- | ------------------------------------------------------------------------------- |
| Hongjiadu-Talsperre | 2004                  | 540                        | 26° 52′ 8″ N, 105° 51′ 44″ O |                                                                                         |                                                       | Guiyang                                                 | Guizhou                                                                         |

### Qing
Der Qing (chin. 清江, Hanyu Pinyin qīngjiāng, dt. „Qing“, „Qing Jiang“) ist ein rechter Nebenfluss des Jangtsekiang (Mündung 30° 24′ 12,1″ N, 111° 27′ 3,4″ O).
| Talsperren          | Fertigstellung (Jahr) | Kraftwerksleistung (in MW) | Geo-Koordinaten                   | Nächstgelegene/-s Großgemeinde (镇) / Gemeinde (乡) / Straßenviertel (街道) / Dorf (村) | Kreis (县) / kreisfreie Stadt (市) / Stadtbezirk (区) | (Autonomer) Bezirk ((自治)州) / bezirksfreie Stadt (市) | Regierungsunmittelbare Stadt (直辖市) / Provinz (省) / Autonome Region (自治区) |
| ------------------- | --------------------- | -------------------------- | --------------------------------- | --------------------------------------------------------------------------------------- | ----------------------------------------------------- | ------------------------------------------------------- | ------------------------------------------------------------------------------- |
| Shuibuya-Talsperre  | 2008                  | 1600                       | 30° 26′ 28,8″ N, 110° 21′ 8,2″ O  |                                                                                         |                                                       |                                                         | Hubei                                                                           |
| Geheyan-Talsperre   | 1996                  | 1200                       | 30° 27′ 56,4″ N, 111° 8′ 20″ O    |                                                                                         |                                                       |                                                         | Hubei                                                                           |
| Gaobazhou-Talsperre | 2001                  |                            | 30° 23′ 54,2″ N, 111° 20′ 30,9″ O |                                                                                         |                                                       |                                                         | Hubei                                                                           |
| Dalongtan-Talsperre | 2005                  | 30                         | 30° 21′ 38,2″ N, 109° 27′ 51,7″ O |                                                                                         |                                                       |                                                         | Hubei                                                                           |

### Dongting-See
Der Dongting-See (chin. 洞庭湖, Hanyu Pinyin dòngtínghú) ist der zweitgrößte Binnensee der Volksrepublik China.

#### Li
Der Li (chin. 澧水, Hanyu Pinyin lǐshuǐ, dt. „Li Shui“, „Li-Fluss“) ist ein rechter Nebenfluss des Jangtsekiang, der zunächst in den Donting-See und anschließend in den Jangtsekiang fließt.
| Talsperre             | Fertigstellung (Jahr) | Kraftwerksleistung (in MW) | Geo-Koordinaten               | Nächstgelegene/-s Großgemeinde (镇) / Gemeinde (乡) / Straßenviertel (街道) / Dorf (村) | Kreis (县) / kreisfreie Stadt (市) / Stadtbezirk (区) | (Autonomer) Bezirk ((自治)州) / bezirksfreie Stadt (市) | Regierungsunmittelbare Stadt (直辖市) / Provinz (省) / Autonome Region (自治区) |
| --------------------- | --------------------- | -------------------------- | ----------------------------- | --------------------------------------------------------------------------------------- | ----------------------------------------------------- | ------------------------------------------------------- | ------------------------------------------------------------------------------- |
| Jiangpinghe-Talsperre | in Bau                | 500                        | 29° 44′ 41″ N, 110° 22′ 4″ O  |                                                                                         |                                                       |                                                         | Hubei                                                                           |
| Dongjiang-Talsperre   | 1992                  | 500                        | 25° 52′ 22″ N, 113° 18′ 34″ O |                                                                                         |                                                       | Zixing, Chenzhou                                        | Hunan                                                                           |

#### Yuan
Der Yuan (chin. 沅江, Hanyu Pinyin yuánjiāng, chin. 沅水, Hanyu Pinyin yuánshuǐ, dt. „Yuan Jiang“, „Yuan Shui“, „Yuan-Fluss“) ist ein rechter Nebenfluss des Jangtsekiang, der zunächst in den Dongting-See (28° 54′ 5″ N, 112° 8′ 59,1″ O) und anschließend in den Jangtsekiang fließt.
| Talsperre           | Fertigstellung (Jahr) | Kraftwerksleistung (in MW) | Geo-Koordinaten               | Nächstgelegene/-s Großgemeinde (镇) / Gemeinde (乡) / Straßenviertel (街道) / Dorf (村) | Kreis (县) / kreisfreie Stadt (市) / Stadtbezirk (区) | (Autonomer) Bezirk ((自治)州) / bezirksfreie Stadt (市) | Regierungsunmittelbare Stadt (直辖市) / Provinz (省) / Autonome Region (自治区) |
| ------------------- | --------------------- | -------------------------- | ----------------------------- | --------------------------------------------------------------------------------------- | ----------------------------------------------------- | ------------------------------------------------------- | ------------------------------------------------------------------------------- |
| Sanbanxi-Talsperre  | 2008                  | 1000                       | 26° 36′ 21″ N, 109° 2′ 54″ O  |                                                                                         |                                                       |                                                         | Guizhou                                                                         |
| Wuqiangxi-Talsperre | 1996                  | 1200                       | 28° 46′ 33″ N, 110° 55′ 25″ O |                                                                                         |                                                       |                                                         | Hunan                                                                           |

#### Zi
Der Zi (chin. 資江 / 资江, Hanyu Pinyin zījiāng, chin. 資水 / 资水, Hanyu Pinyin zīshuǐ, dt. „Zi Jiang“, „Zi Shui“, „Zi-Fluss“) ist ein rechter Nebenfluss des Jangtsekiang, der zunächst in den Donting-See (Mündung 28° 48′ 0″ N, 112° 38′ 0″ O) und anschließend in den Jangtsekiang fließt.
| Talsperren      | Fertigstellung (Jahr) | Kraftwerksleistung (in MW) | Geo-Koordinaten                  | Nächstgelegene/-s Großgemeinde (镇) / Gemeinde (乡) / Straßenviertel (街道) / Dorf (村) | Kreis (县) / kreisfreie Stadt (市) / Stadtbezirk (区) | (Autonomer) Bezirk ((自治)州) / bezirksfreie Stadt (市) | Regierungsunmittelbare Stadt (直辖市) / Provinz (省) / Autonome Region (自治区) |
| --------------- | --------------------- | -------------------------- | -------------------------------- | --------------------------------------------------------------------------------------- | ----------------------------------------------------- | ------------------------------------------------------- | ------------------------------------------------------------------------------- |
| Zhexi-Talsperre |                       | 950                        | 28° 19′ 36,3″ N, 111° 7′ 40,3″ O |                                                                                         |                                                       |                                                         | Hunan                                                                           |

### Han
Der Han (chin. 汉江, Hanyu Pinyin hànjiāng oder chin. 汉水, Hanyu Pinyin hànshuǐ, dt. „Han“, „Han Jiang“, „Han Shui“, „Han-Fluss“) ist ein linker Nebenfluss des Jangtsekiang, in den er bei Wuhan mündet.
| Talsperren            | Fertigstellung (Jahr) | Kraftwerksleistung (in MW) | Geo-Koordinaten                   | Nächstgelegene/-r Kreis / kreisfreie Stadt | Nächstgelegene/-r Bezirk / bezirksfreie Stadt | Regierungsunmittelbare Stadt / Provinz / Autonome Region |
| --------------------- | --------------------- | -------------------------- | --------------------------------- | ------------------------------------------ | --------------------------------------------- | -------------------------------------------------------- |
| Ankang-Talsperre      |                       | 800                        | 32° 36′ 14″ N, 108° 53′ 31″ O     |                                            | Ankang                                        | Shaanxi                                                  |
| Danjiangkou-Talsperre | 1973/2009             | 900                        | 32° 33′ 33,9″ N, 111° 29′ 15,4″ O | Danjiangkou                                | Shiyan                                        | Hubei                                                    |

#### Ren
Der Ren (chin. 任河, Hanyu Pinyin rènhé, dt. „Ren“, „Ren-Fluss“) ist ein rechter Nebenfluss des Han.
| Talsperren       | Fertigstellung (Jahr) | Kraftwerksleistung (in MW) | Geo-Koordinaten                  | Nächstgelegene/-r Kreis / kreisfreie Stadt | Nächstgelegene/-r Bezirk / bezirksfreie Stadt | Regierungsunmittelbare Stadt / Provinz / Autonome Region |
| ---------------- | --------------------- | -------------------------- | -------------------------------- | ------------------------------------------ | --------------------------------------------- | -------------------------------------------------------- |
| Bashan-Talsperre | 2009                  | 140                        | 32° 6′ 10,8″ N, 108° 27′ 43,3″ O | Chengkou                                   | Chongqing                                     | Chongqing                                                |

## Ou
Der Ou (chin. 瓯江, Hanyu Pinyin ōujiāng, dt. „Ou“, „Oujiang“ oder „Ou-Fluss“) ist der zweitlängste Fluss der Provinz Zhejiang.

### Xiaoxi
Der Xiaoxi (chin. 小溪, Hanyu Pinyin xiǎoxī, dt. „Xiaoxi“ oder „Xiao-Bach“, wörtlich „kleiner Bach“) ist ein rechter Nebenfluss des Ou.
| Talsperre         | Fertigstellung (Jahr) | Kraftwerksleistung (in MW) | Geo-Koordinaten           | Nächstgelegene/-r Kreis / kreisfreie Stadt | Nächstgelegene/-r Bezirk / bezirksfreie Stadt | Regierungsunmittelbare Stadt / Provinz / Autonome Region |
| ----------------- | --------------------- | -------------------------- | ------------------------- | ------------------------------------------ | --------------------------------------------- | -------------------------------------------------------- |
| Tankeng-Talsperre | 2008                  | 600                        | 28° 7′ 5″ N, 120° 2′ 4″ O | Qingtian                                   | Lishui                                        | Zhejiang                                                 |

## Mulan-Bach
| Talsperre          | Fertigstellung (Jahr) | Kraftwerksleistung (in MW) | Geo-Koordinaten | Nächstgelegene/-r Kreis / kreisfreie Stadt | Nächstgelegene/-r Bezirk / bezirksfreie Stadt | Regierungsunmittelbare Stadt / Provinz / Autonome Region |
| ------------------ | --------------------- | -------------------------- | --------------- | ------------------------------------------ | --------------------------------------------- | -------------------------------------------------------- |
| Mulanbei-Reservoir | 1083                  | N.N.                       |                 |                                            |                                               | Fujian                                                   |

## Perlfluss
Der Perlfluss (chin. 珠江, Hanyu Pinyin zhūjiāng, dt. „Perlfluss“, auch „Perlstrom“) ist ein 177 Kilometer langes Ästuar in der Provinz Guangdong in Südchina.

### Westfluss
Der Westfluss (chin. 西, Hanyu Pinyin Xi, dt. „Westen“) ist der rechte Quellfluss des Perlflusses.

#### Xun
Der Xun ist der rechte Nebenfluss des Westflusses.

##### Qian
Der Qian ist der linke Quellfluss des Xun.

###### Hongshui
Der Hongshui He ist ein rechter Nebenfluss des Qian und ein Abschnitt des Westflusses.
| Talsperren              | Fertigstellung (Jahr) | Kraftwerksleistung (in MW) | Geo-Koordinaten                   | Regierungsunmittelbare Stadt / Provinz / Autonome Region |
| ----------------------- | --------------------- | -------------------------- | --------------------------------- | -------------------------------------------------------- |
| Longtan-Talsperre       | 2009                  | 5400                       | 25° 1′ 38,2″ N, 107° 2′ 51,8″ O   | Guangxi                                                  |
| Yantan-Talsperre        | 1995                  | 1210                       | 24° 2′ 35,1″ N, 107° 30′ 43,2″ O  | Guangxi                                                  |
| Dahua-Talsperre         | 1985                  | 600                        | 23° 43′ 43,5″ N, 107° 58′ 44,1″ O | Guangxi                                                  |
| Tianshengqiao-Talsperre | 1999                  | 1200/2520                  | 24° 56′ 29″ N, 105° 6′ 25″ O      | Guangxi                                                  |
| Guangzhao-Talsperre     | 2008                  | 1040                       | 25° 57′ 34″ N, 105° 15′ 3″ O      | Guizhou                                                  |

##### Yu
Der Yu ist der rechte Quellfluss des Xun, der ein rechter Nebenfluss des Westflusses ist.

###### You
Der You ist der linke Quellfluss des Yu.
| Talsperren      | Fertigstellung (Jahr) | Kraftwerksleistung (in MW) | Geo-Koordinaten               | Regierungsunmittelbare Stadt / Provinz / Autonome Region |
| --------------- | --------------------- | -------------------------- | ----------------------------- | -------------------------------------------------------- |
| Baise-Talsperre | 2006                  | 540                        | 23° 55′ 34″ N, 106° 27′ 21″ O | Guangxi                                                  |

### Ostfluss

#### Xinfeng
Der Xinfeng (chin. 新丰江, Hanyu Pinyin xīnfēngjiāng, dt. „Xinfeng Jiang“) fließt bei 23° 44′ 23″ N, 114° 42′ 12″ O in den Ostfluss, der in den Perlfluss mündet.
| Talsperren      | fertig | MW  | Geo-Koordinate               | Regierungsunmittelbare Stadt / Provinz / Autonome Region |
| --------------- | ------ | --- | ---------------------------- | -------------------------------------------------------- |
| Xinfeng-Stausee | 1960   | 442 | 23° 43′ 37″ N, 114° 39′ 0″ O | Guangdong                                                |

## Mekong
Der Mekong (chin. 湄公河, Hanyu Pinyin méigōnghé) mündet ins Südchinesische Meer
(10° 16′ 0″ N, 107° 0′ 0″ O).
| Talsperren            | fertig | MW   | Geo-Koordinate                    | Regierungsunmittelbare Stadt / Provinz / Autonome Region |
| --------------------- | ------ | ---- | --------------------------------- | -------------------------------------------------------- |
| Gongguoqiao-Talsperre | 2008   | 750  | 25° 36′ 43,7″ N, 99° 17′ 45,6″ O  | Yunnan                                                   |
| Xiaowan-Talsperre     | 2013   | 4200 | 24° 42′ 19,1″ N, 100° 5′ 31,8″ O  | Yunnan                                                   |
| Manwan-Talsperre      | 1996   | 1500 | 24° 37′ 20,2″ N, 100° 26′ 56,4″ O | Yunnan                                                   |
| Dachaoshan-Talsperre  | 2003   | 1350 | 24° 1′ 40,3″ N, 100° 22′ 9,8″ O   | Yunnan                                                   |
| Nuozhadu-Talsperre    | 2014   | 5850 | 22° 38′ 15″ N, 100° 25′ 50″ O     | Yunnan                                                   |
| Jinghong-Talsperre    | 2010   | 1750 | 21° 50′ 48″ N, 100° 58′ 21,4″ O   | Yunnan                                                   |
| Ganlanba-Talsperre    | n/a    | 150  |                                   | Yunnan                                                   |
| Mengsong-Talsperre    | n/a    | 600  |                                   | Yunnan                                                   |

## Brahmaputra
Der Brahmaputra (chin. 雅鲁藏布江, Hanyu Pinyin yǎlǔzàngbùjiāng) ist der wasserreichste Strom in Asien.
| Talsperren      | fertig | MW | Geo-Koordinate               | Kreis   | Stadt  | Regierungsunmittelbare Stadt / Provinz / Autonome Region |
| --------------- | ------ | -- | ---------------------------- | ------- | ------ | -------------------------------------------------------- |
| Manla-Talsperre | 1999   | 20 | 28° 50′ 48″ N, 89° 49′ 59″ O | Gyangzê | Xigazê | Tibet                                                    |

## Roter Fluss / Sông Hồng / Hồng Hà / Hong He
Der Rote Fluss (vietn. Sông Hồng oder Hồng Hà, chin. 红河, Hanyu Pinyin, Hóng Hé oder chin. 元江, Hanyu Pinyin Yuán Jiāng) ist ein Flusssystem im Süden von China und im Norden von Vietnam.

### Klarer Fluss / Sông Lô / Panlong Jiang
Der Klare Fluss (vietn. Sông Lô, chin. 盘龙江, Hanyu Pinyin Pánlóng Jiāng) ist ein linker Nebenfluss des Roten Flusses.
| Talsperre          | Fertigstellung (Jahr) | Kraftwerksleistung (in MW) | Geo-Koordinaten | Nächstgelegene/-r Kreis / kreisfreie Stadt | Nächstgelegene/-r Bezirk / (bezirksfreie) Stadt | Regierungsunmittelbare Stadt / Provinz / Autonomes Gebiet |
| ------------------ | --------------------- | -------------------------- | --------------- | ------------------------------------------ | ----------------------------------------------- | --------------------------------------------------------- |
| Malutang-Talsperre | 2009                  | 400                        |                 |                                            | Wenshan                                         | Yunnan                                                    |

## In Hongkong
- Plover Cove Reservoir
- High Island Reservoir

## Anderswo
Diese Talsperren können bisher nicht zugeordnet werden.
| Talsperren                      | fertig | MW   | Geo-Koordinate                | Provinz   |
| ------------------------------- | ------ | ---- | ----------------------------- | --------- |
| Yixing-Talsperre                | 2007   | 1000 | 31° 1′ 48″ N, 119° 18′ 0″ O   |           |
| Xinanjiang-Stausee              | 1959   |      |                               |           |
| Guangdong-Pumpspeicherkraftwerk | 1993   | 2400 | 23° 45′ 52″ N, 113° 57′ 12″ O | Guangdong |
| Huizhou-Pumpspeicherkraftwerk   | 2007   | 2400 | 23° 16′ 7″ N, 114° 18′ 50″ O  | Guangdong |